# Symphonie de chambre no 2 de Milhaud
La Symphonie de chambre no 2, « Pastorale », op. 49, est une courte symphonie de Darius Milhaud composée en 1918 pour septuor.

## Présentation
La Symphonie de chambre no 2, op. 49, de Darius Milhaud, intitulée « Pastorale », est une symphonie de chambre faisant partie d'un cycle de six Petites symphonies (ou Symphonies pour petit orchestre) composées entre 1917 et 1923, datant de l'époque des grandes expériences polytonales du compositeur. Ces symphonies sont toutes très courtes et les « trois petits mouvements qui les constituent exposent les idées, mais ne les développent pas ».
La Deuxième symphonie est composée en mer vers la fin 1918, alors que Milhaud rentre du Brésil en France. Elle est écrite pour un septuor instrumental comprenant 1 flûte, 1 cor anglais, 1 basson, 1 violon, 1 alto, 1 violoncelle et 1 contrebasse,. La partition est dédiée à « Pipeau et Roseau ».
L’œuvre est créée le 9 mars 1919 à Paris, aux Concerts Delgrange, sous la direction de Félix Delgrange.

## Structure et analyse
La Symphonie, d'une durée moyenne d'exécution de quatre minutes environ, est composée de trois mouvements, :
1. Joyeux, « d'allure rustique[1] » ;
2. Calme, mouvement « justifiant le titre d'exergue [Pastorale], dans une tonalité fluide[1] » ;
3. Joyeux, finale qui « répète à plusieurs reprises une charmante figure sur une métrique originale : trois mesures sont à quatre temps, et la quatrième à deux temps[1] ».

Pour Paul Collaer, c'est une « musique où les voix sont d'une indépendance entière, mais très naturelle ».
La partition est publiée par Universal Edition,, en 1922. Dans le catalogue des œuvres de Darius Milhaud, la Symphonie de chambre no 2 porte le numéro d'opus 49,.

## Discographie
- Milhaud: The 6 Little Symphonies, Others, Orchestre de Radio Luxembourg, Darius Milhaud (dir.), VoxBox CDX 5109, 1994.

### Ouvrages généraux
: document utilisé comme source pour la rédaction de cet article.

#### Livres
- Paul Collaer, Darius Milhaud : Nouvelle édition revue et augmentée, accompagnée du catalogue des œuvres et d'une discographie, Genève-Paris, Éditions Slatkine, 1982, 617 p. (ISBN 2-05-100375-0).
- François-René Tranchefort, « Darius Milhaud », dans François-René Tranchefort (dir.), Guide de la musique de chambre, Paris, Fayard, coll. « Les Indispensables de la musique », 1989, 995 p. (ISBN 2-213-02403-0), p. 597–610.

#### Chapitres d'ouvrages
- Colin Mason et Edwin Evans, « Milhaud, Darius », dans Walter Willson Cobbett et Colin Mason (dir.), Dictionnaire encyclopédique de la musique de chambre, vol. II : K–Z, Paris, Éditions Robert Laffont, coll. « Bouquins », 1999 (1re éd. 1929), 1627 p. (ISBN 2-221-07848-9), p. 955-963.